# Richard Manitoba

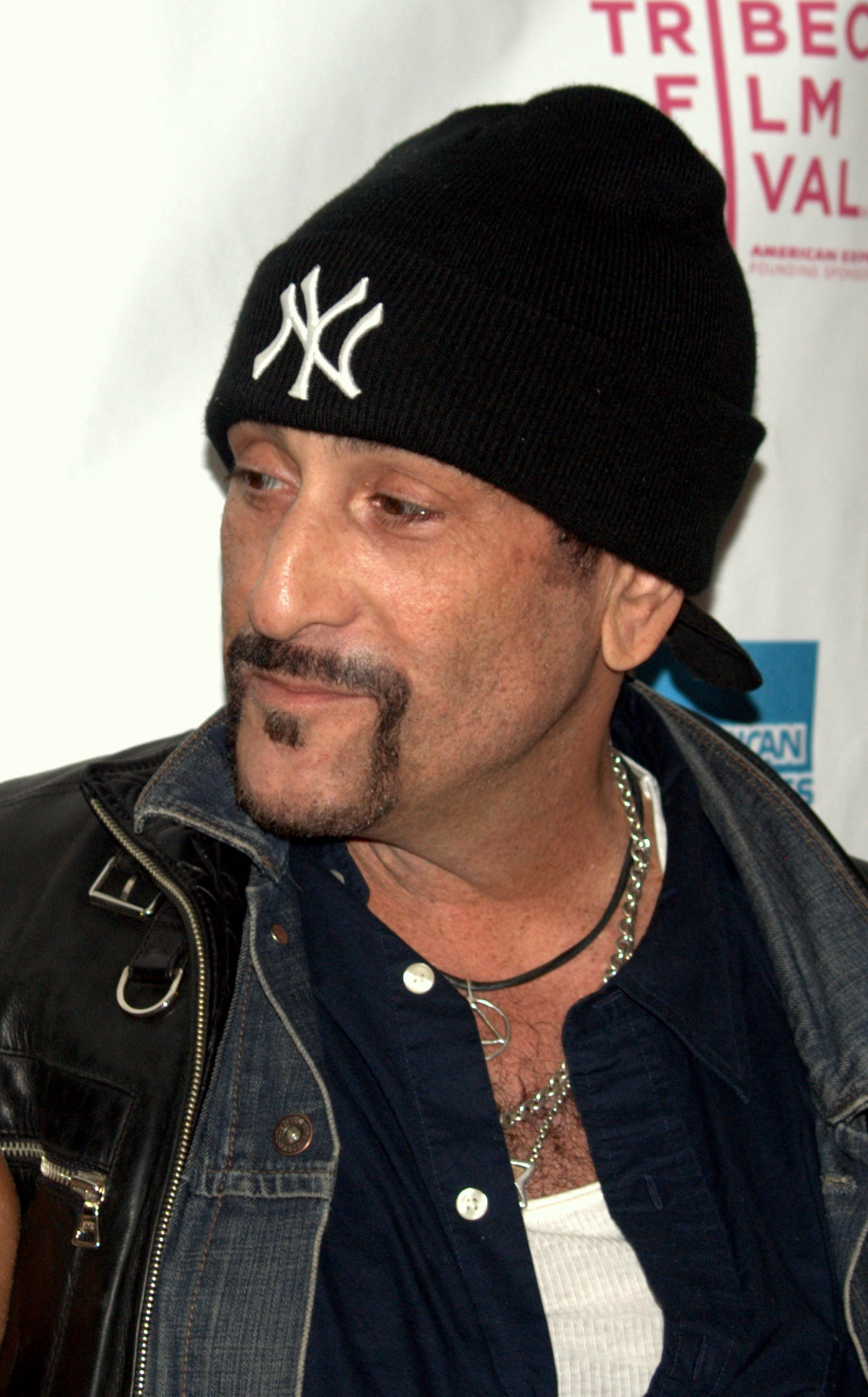
Handsome Dick Manitoba, 2009

Richard Manitoba, genannt „Handsome Dick“ Manitoba (eigentlich Richard Blum; * 29. Januar 1954 in New York) ist ein US-amerikanischer Musiker, Radiomoderator und Autor. Manitoba leitet seit 1999 einen Nachtclub in New York City. Als Sänger und Frontmann der Dictators zählt er zu den Veteranen des Punk.

## Biografie
Richard Blum ist Nachfahre jüdischer Einwanderer und wuchs im New Yorker Stadtteil Bronx auf. Seine musikalische Laufbahn begann Blum, der sich bald Handsome Dick Manitoba nannte, bei der Band Catskills. 1973 arbeitete er als Roadie und Koch bei den Dictators, die ihn nach kurzer Zeit als Sänger übernahmen. Auf dem Debütalbum The Dictators go Girl Crazy!, dessen Cover Manitoba mit Wrestling-Insignien zeigt, brüllte Manitoba Songs über Fernsehen, Bier, Autos und Mädchen. Aufgrund seiner Bereitschaft zu Possen betrachteten die Dictators Handsome Dick Manitoba stets als ihre Geheimwaffe. Nachdem sich die Dictators 1981 zum zweiten Mal aufgelöst hatten, spielte Manitoba bei der New Yorker Band Del-Lords. 1989 brachte er mit der Band Manitoba’s Wild Kingdom das Album And You? heraus.
1999 eröffnete Richard Manitoba den Nachtclub Manitoba’s in New York City. Durch Manitobas enge Kontakte in der Musikszene gelang es ihm, zahlreiche außergewöhnliche Livegigs zu veranstalten. Zudem gilt der Club als Anlaufstelle für Veteranen des Punkrock. Auch die Dictators traten dort nach ihrer Wiedervereinigung regelmäßig auf. An deren Album D.F.F.D aus dem Jahr 2001 war Manitoba ebenfalls beteiligt.
Seit Februar 2005 ist Manitoba gelegentlich Leadsänger bei den DKT/MC5, der Nachfolgegruppe von MC5. Zudem moderiert Manitoba die Show The Handsome Dick Manitoba Radio Program in Little Steven Van Zandt’s Underground Garage auf Sirius-XM Satellite Radio.
Im November 2007 hat Manitoba zusammen mit Autor Amy Wallace The Official Punk Rock Book of Lists herausgebracht, zudem schrieb er die Begleittexte zur Live-CD-Serie CBGB Omfug Masters, die von MVD Audio herausgegeben wurden. Manitoba äußert sich zudem in verschiedenen Filmdokumentationen zur Musikgeschichte, wie zum Beispiel 2004 in KISS Loves You.

## Diskografie (Auswahl)

### The Dictators
- 1975: The Dictators go Girl Crazy!
- 1977: Manifest Destiny
- 1978: Bloodbrothers
- 2001: D.F.F.D.

### Manitoba’s Wild Kingdom
- 1989 And You?

## Filme
- 2003: Venus of Mars
- 2004: KISS Loves You
- 2007: Motherfucker: A Movie
- 2009: Who Killed Nancy?
- 2009: Pardon us for Living but the Graveyard is Full